# Tobias Bach
Tobias Bach (født 4. juni 2003) er en dansk fodboldspiller, der spiller for AGF. Bach er venstrebenet midtbanespiller og angriber, og han har tidligere spillet i blandt andet VSK og FC Fredericia.

## Karriere
Bach kommer fra Bendstrup nær ved Lystrup og begyndte at spille fodbold i den lokale klub, Todbjerg-Mejlby IF. Som ung var han en kort overgang en del af Randers FC's akademi, inden han tilbragte et par sæsoner på lavere plan i FC Skanderborg.

### VSK
I sommeren 2021 skiftede han til 3. divisionsklubben VSK, hvor han snart fik succes og blandt andet scorede 16 mål i sin anden sæson, hvilket var næstbedst på topscorerlisten i rækken.

### FC Fredericia
De mange mål i VSK skabte interesse for Bach, og i sommeren 2023 hentede 1. divisionsklubben FC Fredericia ham og gav ham en treårig kontrakt. Han fortsatte sit gode spil i Fredericia, hvor han blandt andet var med til at spille klubben i semifinalen i pokalturneringen. På et halvt år spillede han 24 kampe i pokal- og danmarksturneringen og scorede her syv mål.

### AGF
Dette blev også bemærket i superligaklubben AGF, der kort efter nytår 2023-2024 hentede ham til Aarhus, blandt andet på anbefaling af hans tidligere træner i VSK, Jens Gjesing, der selv i en periode spillede i AGF. Med skiftet blev Bach den dyreste spiller, der nogensinde var solgt fra Fredericia.